# شام دلقک
شام دلقک (انگلیسی: The Jester's Supper; ایتالیایی: La cena delle beffe) یک فیلم درام تاریخی ایتالیایی به کارگردانی آلساندرو بلازتی است که در سال ۱۹۴۲ میلادی منتشر شد.
این فیلم برپایهٔ نمایش‌نامه‌ای به همین نام ساخته شده و ماجرای آن در قرن پانزدهم میلادی و در جمهوری فلورانس و در دوران حکومت لورنتسو د مدیچی می‌گذرد. تصویربرداری فیلم در استودیوهای چینه‌چیتا در رم انجام شد. آمدئو ناتزاری بازیگر بزرگ سینمای آن دوران، در این فیلم در نقشی بسیار متفاوت ظاهر شد. او معمولاً نقش شخصیت‌های عاشق‌پیشه را ایفا می‌نمود یا در فیلم‌های اکشن ظاهر می‌شد. در این فیلم اما او نقشی مردی دهاتی، مهمل و نادان را بازی می‌کند و آن سبیل همیشگی‌اش را هم ندارد و تکیه کلامی با این مضمون دارد: «لعنت بر کسی که با من نمی‌نوشد!». این فیلم در آن دوران بسیار محبوب گشت و موجب شهرت کلارا کالامی و موفقیت بیشتر او در حرفه‌اش شد. در یکی از صحنه‌های فیلم، آمدئو ناتزاری لباس او را پاره می‌کند و پستان‌های او نمایان می‌شود که این صحنه، یکی از نخستین صحنه‌های سینه‌لختی در سینمای ایتالیا محسوب می‌شود. این فیلم همچنین یکی از چند فیلمی است که در آن لوئیزا فریدا و اسوالدو والنتی با هم در آن حضور دارند.

## بازیگران
- آمدئو ناتزاری
- اسوالدو والنتی
- کلارا کالامی
- آلفردو وارلی
- والنتینا کورتزه
- ممو بناسی
- الیزا کگانی
- لوئیزا فریدا
- آلبرتو کاپوتسی
- لاورو گاتزولو
- نیه‌تا زوکی
- سیلویو باگلینی
- آلدو سیلوانی
- اومبرتو ساکریپانته
- جیلدو بوچی
- مارگریتا بانی
- لی‌لا برینیونه
- آنا کارنا
- آدله گراوالیا
- آنتونیو آکوآ
- پی‌یرو کارنابوچی
- گولیلمو سیناتس